# Peter Kronreif
Peter Kronreif (* 20. Dezember 1982 in Salzburg) ist ein österreichischer Schlagzeuger des Creative Jazz.

## Leben und Wirken
Kronreif erhielt ab seinem zehnten Lebensjahr privaten Schlagzeugunterricht durch Christian Lettner und Franz Trattner. Nach der Matura am Musischen Gymnasium Salzburg 2002 begann er an der Musikuniversität Graz Schlagzeug bei Alex Deutsch zu studieren. Nach einem Semester wechselte er an die Anton Bruckner Privatuniversität Linz zu Doug Hammond, Joris Dudli und Jeff Boudreaux, wo er sein Bachelor-Studium 2007 mit Auszeichnung abschloss. Schon während des Studiums verbrachte Kronreif jedes Jahr mehrere Wochen in New York City, wo er bei Jim Black, Gregory Hutchinson, Jonathan Blake und John Riley Unterricht nahm. Er ist Drummer des Philipp Nykrin Trios, das 2005 mit dem Preis New Austria Sound of Music ausgezeichnet wurde. In der Folge kam es zur Zusammenarbeit mit Harry Sokal, Matthieu Michel, Peter Herbert, Werner Zangerle, Christoph Pepe Auer und in der Gruppe SK Invitational mit seinem Bruder Christian. Zu hören ist er u. a. auch auf Remy Le Boeufs Album Architecture of Storms (2021).
Im Herbst 2009 gründete Kronreif in New York seine erste eigene Band Wayfarers, für die er auch komponiert; die Debüt-CD Gloaming wurde 2010 in Deutschland und Österreich präsentiert. Daneben spielte er in den Gruppen von Karin Bachner, Florian Höfner, The Flow, Bastian Stein, Remy Le Boeuf und Martin Reiters Dr. No. Kronreif lebt zurzeit (2018) in New York.

## Preise und Auszeichnungen
Nahezu 30 CD-Produktionen brachten ihm 2009 den Hans-Koller-Preis in der Kategorie „Sideman of the Year“ ein. Auch erhielt er ein Jahresstipendium für Musik des Landes Salzburg 2010.

## Diskographische Hinweise
- Peter Kronreif Wayfarers: Aeronautics (2019), u. a. mit Andrew Gould, Lucas Pino, Addison Frei, Martin Nevin
- Immigration Booth Hinterm Spiegel (Float Music, 2017, mit Johannes Ludwig, Joris Roelofs, Johannes Felscher)
- Florian Höfner Luminosity (Origin 2015, mit Seamus Blake, Sam Anning)
- The Flow Departure (Session Works 2013, mit Matthieu Michel, Johannes Enders, Martin Reiter, Andi Tausch, Jojo Lackner)
- Gloaming (Session Works 2010, mit Andrew Gould, Mike Rivett, Florian Höfner, Linda Oh)
- Bastian Steins Gravity Point Grounded (Double Moon Records 2010)

## Lexikalische Einträge
- Georg Demcisin: Peter Kronreif. In: Oesterreichisches Musiklexikon. Online-Ausgabe, Wien 2002 ff., ISBN 3-7001-3077-5; Druckausgabe: Band 3, Verlag der Österreichischen Akademie der Wissenschaften, Wien 2004, ISBN 3-7001-3045-7.